# باري فاينستاين
باري فاينستاين (بالإنجليزية: Barry Feinstein)‏ هو مصور أمريكي، ولد في 4 فبراير 1931 في فيلادلفيا في الولايات المتحدة، وتوفي في 20 أكتوبر 2011 في وودستوك ‏ في الولايات المتحدة.

## وصلات خارجية
- الموقع الرسمي
- باري فاينستاين على موقع IMDb (الإنجليزية)
- باري فاينستاين على موقع ميوزك برينز (الإنجليزية)
- باري فاينستاين على موقع أول ميوزيك (الإنجليزية)
- باري فاينستاين على موقع ديسكوغز (الإنجليزية)
- باري فاينستاين على موقع قاعدة بيانات الفيلم (الإنجليزية)